# Vadim Vasiljev (podnikatel)
Vadim Vasiljev (* 23. září 1965) je bývalý viceprezident monackého fotbalového klubu AS Monaco FC. Do této funkce byl jmenován 8. srpna 2013 a od té doby hrál klíčovou roli při rozvoji týmu AS Monako a zajištění jeho pozice, včetně vyjednávání klíčových dohod s Ligue 1 a s UEFA. Získal si také reputaci jako efektivní operátor na přestupovém trhu, počínaje řadou významných smluv podepsaných během letního přestupového období 2013. Byl vyhozen brzy po návratu manažera Leonarda Jardima dne 14. února 2019 kvůli špatné formě monackého týmu.

## Vzdělání a kariéra
Vasiljev promoval z ekonomie na Státním institutu mezinárodních vztahů v Moskvě v roce 1987. V letech 1987 až 1990 pracoval na ministerstvu zahraničních věcí Sovětského svazu, během nichž byl vyslán na sovětské velvyslanectví na Islandu.
Po své diplomatické kariéře pracoval pro řadu soukromých společností, včetně Uralkali, výrobce potaše, kde byl ředitelem exportu. Později založil vlastní společnost a pracoval jako podnikatel.

### Kariéra fotbalového manažera
V lednu 2013 začal pracovat jako poradce prezidenta AS Monaco FC, Dmitrije Rybolovleva. Pomáhal klubu dokončit řadu přestupových dohod během zimního okna sezóny 2012–13. Následně se 25. března 2013 stal sportovním ředitelem. V létě 2013 se stal viceprezidentem.
K 15. říjnu 2013 kromě své funkce viceprezidenta převzal roli generálního ředitele pro Monako.
Po dosažení svého cíle povýšení se zaměřil na řízení letního přestupového období klubu. Během tohoto přestupového období se zaměřoval na nábor hráčů – francouzských i zahraničních – o kterých on a klub věřili, že jim pomohou dosáhnout jejich cíle stát se hlavní silou v Ligue 1. Mezi nové hráče v tomto období patřili Éric Abidal, Jérémy Toulalan, Ricardo Carvalho, Nicolas Isimat-Mirin, Radamel Falcao, João Moutinho a James Rodríguez.
Spolu s prezidentem klubu, Vasiljev stanovil primární cíl kvalifikovat se do Ligy mistrů UEFA a hrát v soutěži během sezóny 2014–15.
Hrál také klíčovou roli při řešení vleklého konfliktu mezi AS Monaco a Ligue de Football Professionnel (LFP) o fiskální status Monackého knížectví. Spor byl definitivně vyřešen v červenci 2015. Během sporu důsledně propagoval poselství jednoty napříč francouzským fotbalem. Naznačil, že hra ve Francii může celkově velmi těžit z rozvoje Monaka a přílivu nových talentů do ligy. Tehdy řekl: „Nejdůležitější je, že francouzský fotbal bude hodně těžit z AS Monaco FC. Protivníci jsme pouze na hřišti, po hře musíme spolupracovat na zlepšení úrovně ligy. To je náš cíl.“
Letní přestupové období 2015 bylo pro Monako mimořádným obdobím, pokud jde o počet dohodnutých přestupů a zisk z nich. Přestupy do a z Monaka do 31. srpna 2015 zahrnují:
| Odchody                                    | Příchody                                  |
| ------------------------------------------ | ----------------------------------------- |
| Anthony Martial (Manchester United) – €80M | Ivan Cavaleiro (Benfica) – €15M           |
| Geoffrey Kondogbia (Inter Milan) – €42M    | Adama Traoré (Lille) – €14M               |
| Aymen Abdennour (Valencia) – €30M          | Rony Lopes (Manchester City) – €10M       |
| Layvin Kurzawa (PSG) – €24M                | Guido Carrillo (Estudiantes) – €9M        |
| Yannick Carrasco (Atlético Madrid) – €20M  | Boschilia (São Paulo) – €9M               |
| Radamel Falcao (Chelsea, loan) – €10M      | Allan Saint-Maximin (Saint-Étienne) – €5M |
| Lucas Ocampos (Marseille) – €7M            | Thomas Lemar (Caen) – €4M                 |
| Nicolas Isimat-Mirin (PSV) – €3M           | Corentin Jean (Troyes) – €4M              |
|                                            | Farès Bahlouli (Lyon) – €3M               |
| Celkové odchody: €216 000                  | Celkové příchody: €73 000                 |

„Ať už je to Luis Campos, Nicolas Holveсk nebo Vadim Vasiljev – viceprezident klubu [Monaka] a vyjednavač číslo jedna, pokud jde o peníze. Je velmi chytrý a vzdělaný, vždy se chová perfektně a prokazuje skvělé znalosti.“ řekl Jean-Michel Vandamme, ředitel klubu Ligue 1 Lille, který vyjednal dohodu Adama Traoré s Monakem.
Vasiljev v rozhovoru pro FranceFootball.fr hovořil o sportovní politice Monaka, četných přestupech hráčů během letního přestupového období a ambicích majitele klubu Dmitrije Rybolovleva.
Na začátku roku 2016 Monako jmenovalo Clauda Makélélého technickým ředitelem, aby pomáhal Vasiljevovi a spolupracoval s manažerem Leonardem Jardimem a jeho týmem. Po jmenování Makélélé řekl: „Moje setkání s Vadimem Vasiljevem bylo rozhodující v mém rozhodnutí vstoupit do AS Monaco.“
V lednu 2016 Monako podepsalo smlouvu s brazilským obráncem Jemersonem z Atlética Mineiro. 23letý hráč podepsal pětiletou smlouvu poté, co se oba kluby dohodly na poplatku, který se pohybuje kolem 10 milionů eur. Po uzavření dohody Vasiljev řekl: „Jsme velmi hrdí na to, že můžeme přivítat Jemersona, mladého brazilského obránce. Hodně v něj věříme. Bude mít příležitost se v AS Monaco rozvíjet a jsme si jisti, že brzy ukáže všechny své kvality.“
V únoru 2016 na Globe Soccer Awards za sezónu 2015–16 byla v Monte Carlu udělena Vasiljevovi cena za nejlepší dohodu učiněnou během dvou fotbalových přestupových oken FIFA.
Vasiljev k ocenění uvedl: „Jsem velmi šťastný, tato cena odměňuje veškerou mou práci vykonanou za poslední tři roky. Vždy jsme se snažili o lepší finanční výsledky s dobrými sportovními výsledky. Jsem hrdý na naši loňskou hru v Lize mistrů i v Ligue 1. Doufám, že se v příští sezóně vrátíme do Ligy mistrů a zároveň zachováme ekonomickou stabilitu klubu.“

### Vyhazov
Vasiljev byl vyhozen Monakem dne 14. února 2019 v důsledku jejich špatných výsledků v sezóně 2018–19. Prezident klubu Dmitrij Rybolovlev své odvolání zdůvodnil veřejným prohlášením, že „je čas na změnu“. Řekl: „A tyto změny se týkají nejen zaměstnanců, ale také lídrů. Učinil jsem tedy rozhodnutí, které je pro mě velmi těžké – uvolnit Vadima z funkce viceprezidenta a generálního manažera klubu.“